# ليتل كومبتون (رود آيلاند)
ليتل كومبتون (بالإنجليزية: Little Compton)‏ هي بلدة تقع في مقاطعة نيوبورت بولاية رود آيلاند في الولايات المتحدة. تأسست عام 1682، تبلغ مساحتها 74.9 (كم²)، وترتفع عن سطح البحر 25 م، بلغ عدد سكانها 3492 نسمة في عام 2010 حسب إحصاء مكتب تعداد الولايات المتحدة وتصل الكثافة السكانية فيها 64.5 نسمة/كم2.

## وصلات خارجية
- The US50 - Cities and Towns in Rhode Island State
- Rhode Island Cities and Towns, Facts, Map, Flag, Colleges, Government, and More